# Syrie aux Jeux olympiques d'été de 2016
La Syrie participe aux Jeux olympiques d'été de 2016 à Rio de Janeiro, au Brésil. Il s'agit de sa 13e participation aux Jeux olympiques d'été.

## Athlétisme

### Hommes

#### Course
| Athlètes           | Compétitions    | Série  | Série | Demi-finales | Demi-finales | Finale | Finale |
| Athlètes           | Compétitions    | Temps  | Rang  | Temps        | Rang         | Temps  | Rang   |
| ------------------ | --------------- | ------ | ----- | ------------ | ------------ | ------ | ------ |
| Majd Eddine Ghazal | Saut en hauteur | 2,29 m | 7e    | NC           | NC           | 2,29 m | 7e     |

### Femmes

#### Course
| Athlètes          | Compétitions     | Série   | Série | Demi-finales | Demi-finales | Finale   | Finale   |
| Athlètes          | Compétitions     | Temps   | Rang  | Temps        | Rang         | Temps    | Rang     |
| ----------------- | ---------------- | ------- | ----- | ------------ | ------------ | -------- | -------- |
| Ghfran Almouhamad | 400 mètres haies | 58 s 85 | 8e    | Éliminée     | Éliminée     | Éliminée | Éliminée |

## Natation
| Athlète       | Épreuve      | Séries        | Séries | Demi-finales | Demi-finales | Finale  | Finale  |
| Athlète       | Épreuve      | Temps         | Rang   | Temps        | Rang         | Temps   | Rang    |
| ------------- | ------------ | ------------- | ------ | ------------ | ------------ | ------- | ------- |
| Azad al-Barzi | 100 m brasse | 1 min 02 s 22 | 36e    | Éliminé      | Éliminé      | Éliminé | Éliminé |